# Torsten Hedberg
Torsten Valter Hedberg, född 18 februari 1906 i Brunns församling, Älvsborgs län, död 7 september 1978 i Borås Gustav Adolfs församling, var en svensk filolog och skolman.

## Biografi
Torsten Hedberg var son till lantbrukare Verner Hedberg och Alma Svedberg. Hon avlade studentexamen i Gävle 1925, blev filosofie magister i Uppsala 1928, filosofie licentiat 1932 och filosofie doktor 1935. Han gjorde provår vid Södra Latin i Stockholm 1933, var extra ordinarie lektor i Motala 1936–1938, extra ordinarie adjunkt i Vänersborg 1939, adjunkt i latin och grekiska i Härnösand 1939, lektor i samma ämnen vid högre allmänna läroverket i Västervik 1940, vid högre allmänna läroverket i Borås 1941–1971 samt rektor vid högre allmänna läroverket i Söderhamn 1955–1958 och i Borås 1958–1960. 
Hedberg var sekreterare och ordförande i Svenska humanistiska förbundet i Borås. Han skrev Eustathios als Attizist (doktorsavhandling 1935), Ordlista till Kriton och Anabasis (1944, andra upplagan 1961), Ordlista till Iliaden (1944, andra upplagan 1956) och bidrag i Eranos Rudbergianus (1946).